# Iglesia del Carmen (Popayán)
La Iglesia de Nuestra Señora del Carmen, o también Templo de El Carmen (oficialmente Templo de San Joaquín) es un recinto de culto católico ubicado al oriente del Centro Histórico de Popayán en la esquina formada por las calles de Los Bueyes y de Santo Domingo (Carrera 3 con Calle 4) a unas escasas dos cuadras del Parque Caldas, el hermoso edificio del siglo XVIII formó parte del complejo arquitectónico destinado al claustro de la comunidad femenina de Carmelitas Descalzas.  Aunque el templo es administrado por la Arquidiócesis de Popayán, la edificación conventual le corresponde a la Universidad del Cauca.
Es uno de los dos templos conventuales coloniales de Popayán, valorado por su riqueza en la ornamentación interior y de arquitectura sobria por sus dos pórticos gemelos, que refleja en todo el sentido de la palabra su influencia neoclásica (resaltando de entre todo su icónica espadaña de tres arcos que están constituidos a imitación de un arco de triunfo romano). Exterior que contrasta con los retablos barrocos cubiertos en su totalidad con pan de oro, adornados por imaginería sacra obras maestras de las escuelas Quiteña, Española y Payanesa de diversos siglos.

## Historia

### SigloXVIIyXVIII
Se consta que cerca de 1684, la Orden de los Carmelitas habían visitado la villa de Asunción de Popayán como un punto de paso de su viaje hacia las tierras de la Real Audiencia de Quito (actual Ecuador) con la misión de establecerse en la población de Latacunga, dado que habían arribado al continente sudamericano por medio del puerto en la bahía de Santa Cruz de la ciudad de Buenaventura, desde aquel tiempo se vio como un buen proyecto el fundar una comunidad en aquella ciudad capital de la Provincia de Popayán.

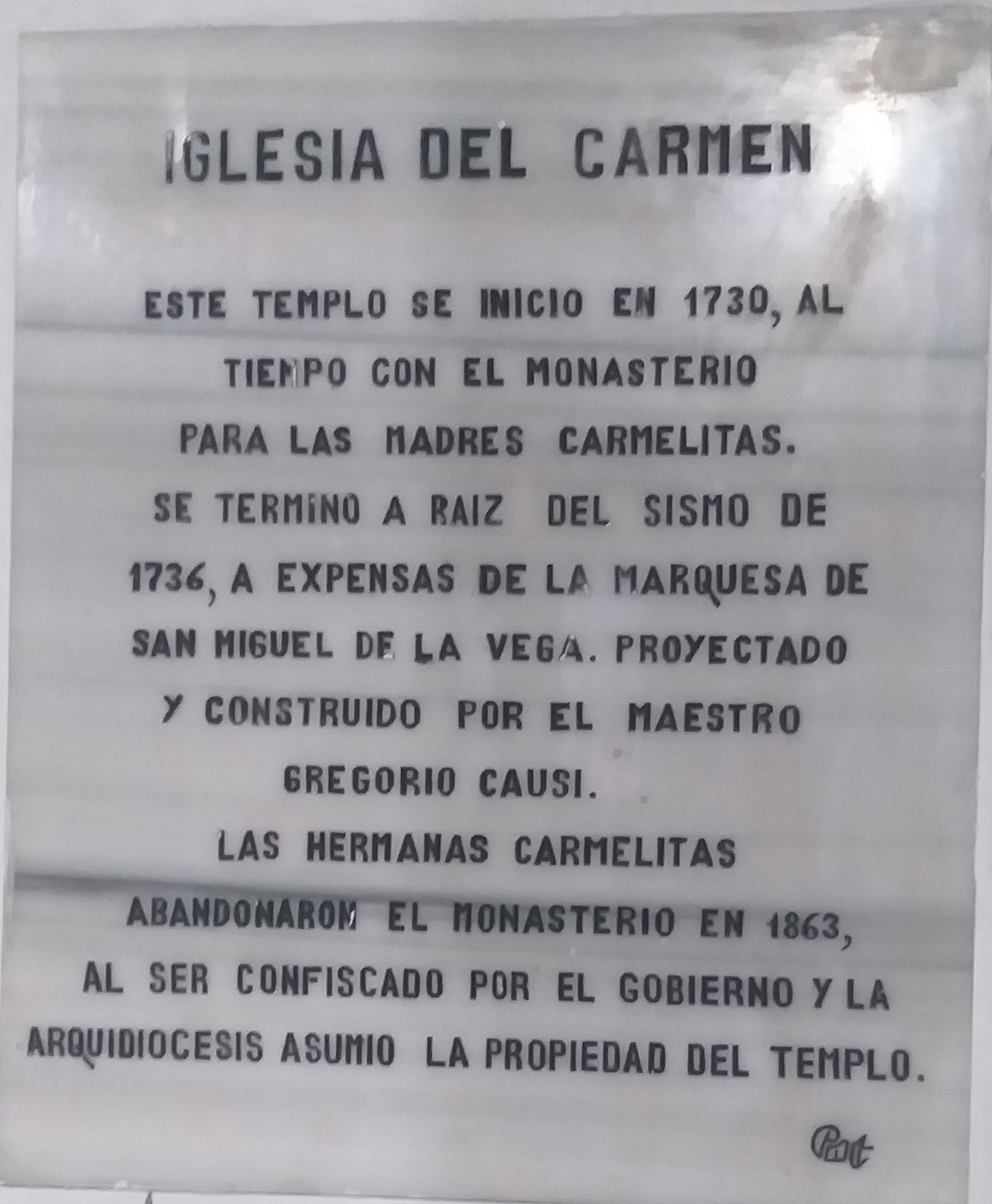
Placa con la historia de la Iglesia

No obstante, no se llevó a cabo esta propuesta hasta bien entrado el siglo XVIII se hizo realidad, cuando el matrimonio aristocrático de don Baltazar o Baltasar Pérez de Viveros y doña Dionisia Francisca Manrique y Camberos, marqueses del Marquesado de San Miguel de la Vega título nobiliario otorgado por concesión el 23 de noviembre de 1706 por el rey Felipe V de España a don Baltasar que fungía como Alguacil Mayor de la ciudad; dispusieron en 1720 su apoyo al establecimiento de una congregación carmelita en Popayán por lo que consultaron con Fray Diego de San Elías y este dio su consentimiento, disponiendo de los religiosos aragoneses Fray Juan Manuel de San José, Fray José de la Madre de Dios y Fray Miguel de Santa Teresa para que junto con Fray Juan de la Cruz llevaran en marcha la fundación.
Los terrenos donde se planificó la construcción del convento pertenecieron en primera instancia a don Pedro León de Mesa que los vendió a don Francisco de Arboleda y este a su vez los cedió a los frailes, levantándose una primitiva casa pajiza junto a la cual se comenzó a erigir por 1730 una capilla donde se podrían celebrar los oficios religiosos, aunque al inicio este establecimiento fue visto como algo ilegal debido a la falta de permisos correspondientes, se pudo conseguir el beneplácito del monarca borbón quien además donó una suma cercana a los 22656 pesos además de aditamentos en metales preciosos para el enriquecimiento de la liturgia y la consolidación de la congregación. Posteriormente llegaron las primeras religiosas procedentes desde la ciudad de Santafé de Bogotá en el año de 1729 movidas por el llamado del evangelio, siendo gratamente recibidas por la marquesa Dionisia, alojándolas en su residencia personal en el costado oriental de la plaza central, edificio que hoy se le conoce como Los Portales (actuales sedes de los bancos de Occidente y Bancolombia), iniciando su clausura ahí el 14 de octubre de ese mismo año.

### Después de 1736

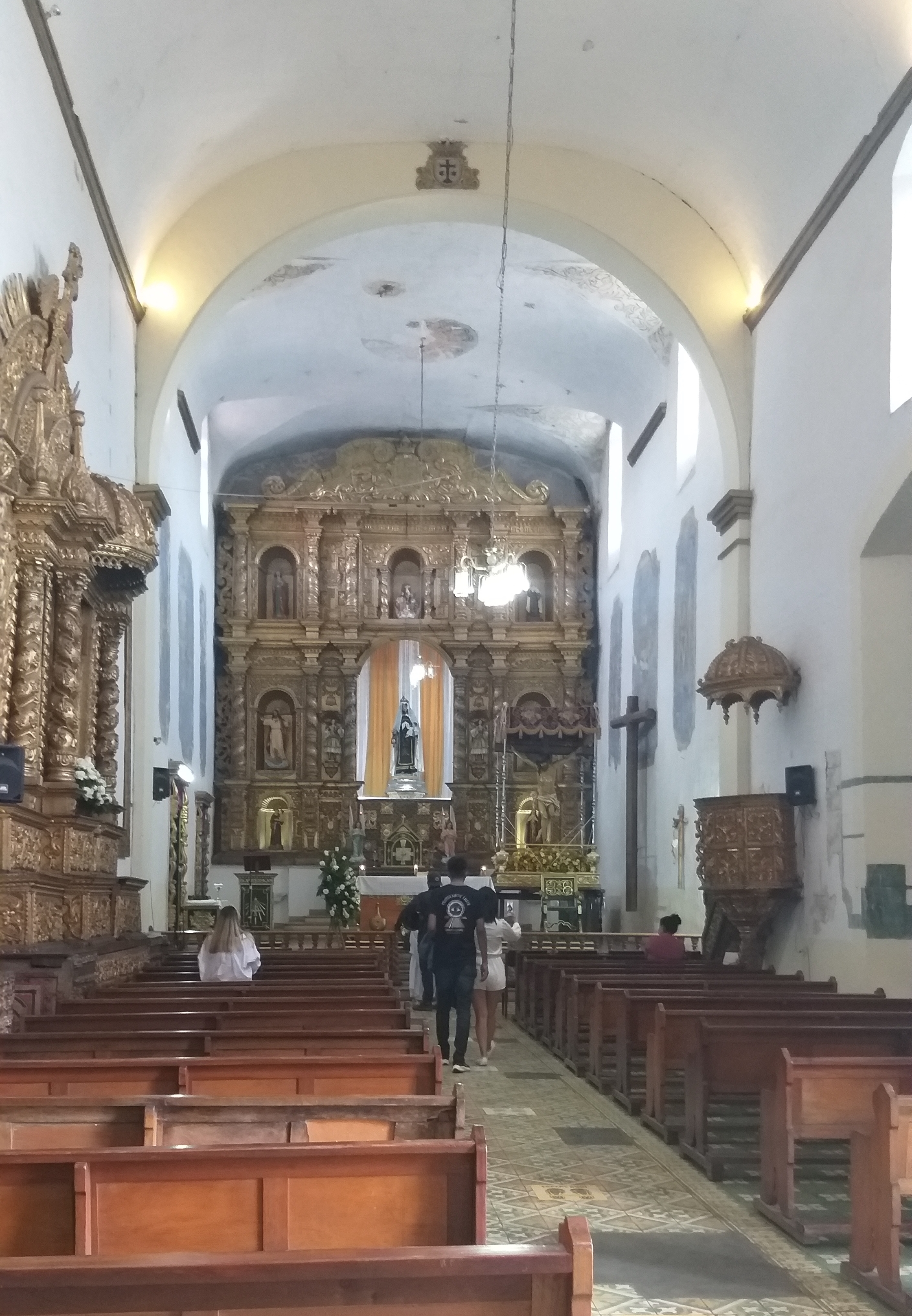
Nave de la Iglesia del Carmen, con el altar mayor al fondo

Lastimosamente las nacientes obras fueron completamente suspendidas y destruidas el 2 de febrero de 1736, cuando uno de los peores sismos que ha visto la ciudad acabó con casi la totalidad del centro histórico, dejando solo en pie la Ermita y unas contadas casonas, viendo todo el percal, muerte y desolación traídas por la tragedia la marquesa de San Miguel de la Vega contrató al afamado arquitecto santafereño Gregorio Causi para que reanudara las obras del templo y construya un nuevo y más monumental convento de claustro ampliado hace poco por medio de la adquisición de toda la cuadra por mediación de doña Dionisia, siendo ella en persona que donó una generosa cantidad de pesos para la utilización de materiales de la mejor calidad, levantándose una iglesia de claustro de una sola nave, compartiendo una distribución y fisionomía semejante a de la iglesia de la Encarnación, con dos portones bordeados por portales en ladrillo en técnica de influencia morisca mirando hacia el sur.
Para la ornamentación, se contrataron a los mejores artistas de la Escuela Payanesa de arte para la elaboración de los retablos que al ser finalizados, se constituyeron como la más rica muestra del esplendor de este movimiento artístico al ser totalmente recubiertos en hoja de oro de la mejor índole que se podía hallar para ese entonces, de igual forma se mandaron a traer imágenes de las más afamadas escuelas de la época que eran la Quiteña y Española hechas con la técnica del estofado, reflejaban la riqueza de sus mecenas los marqueses. Se data que por el año de 1774 ya se concluyeron las obras, inaugurándose un edificio de estructura simple dedicado a la patrona de la orden, Nuestra Señora del Monte Carmelo o del Carmen, destacado por sus valiosas riquezas patrimoniales que fueron preservadas por las monjas carmelitas durante más de 100 años.

### SigloXIX

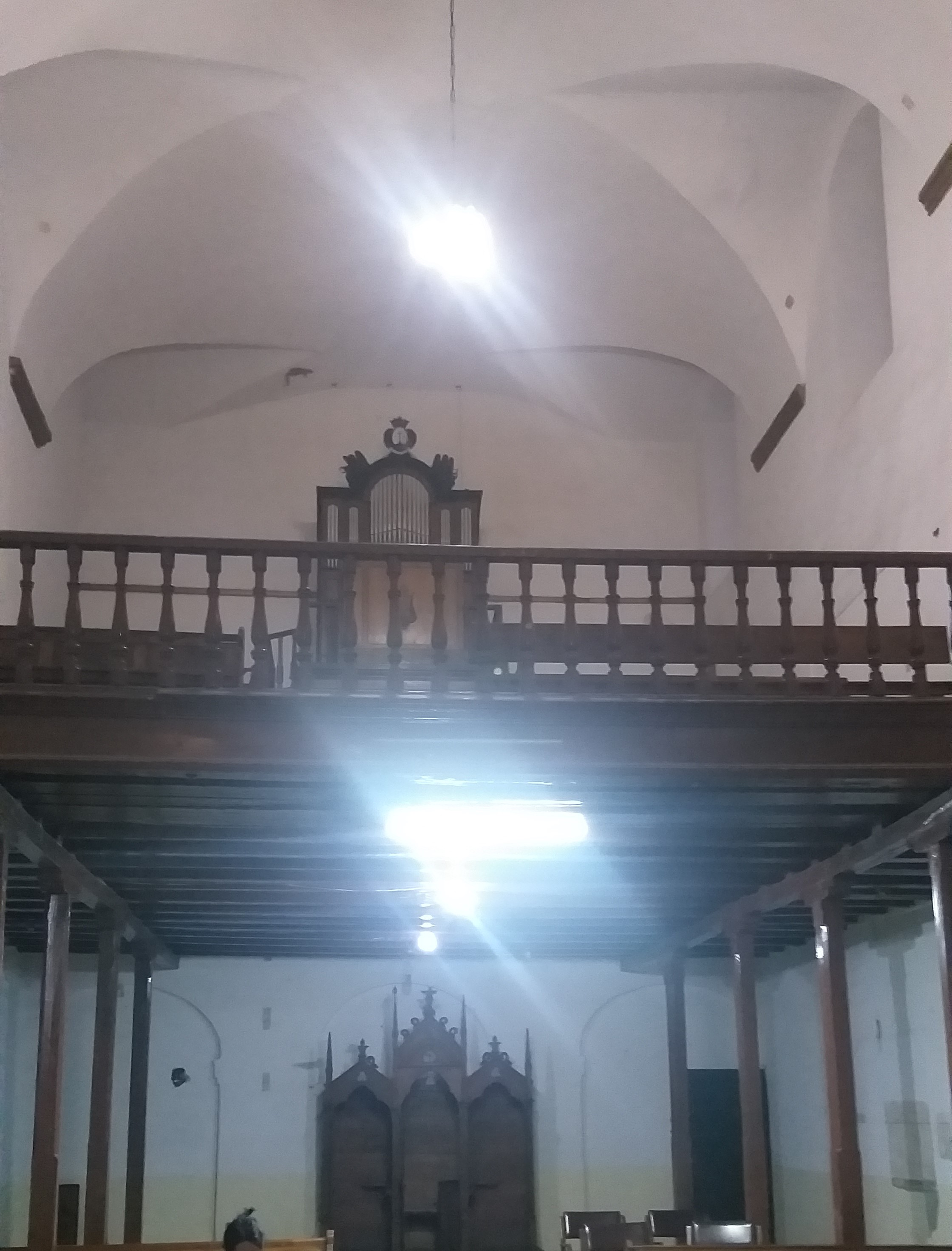
Coro y Órgano tubular de la Iglesia

Los inicios de este turbulento siglo vieron el surgir de los movimientos insurgentes contra la Corona Española, comenzando el 1810 el proceso de independencia de Colombia, situación a la que la provincia de Popayán se opuso juntos con otros gobiernos pro-realistas, tras las diferentes idas y venidas que tuvo que enfrentar la población payanesa, los españoles fueron finalmente expulsados el 10 de julio de 1820 por las tropas libertadoras de la Gran Colombia, no sin antes haber saqueado sacrílegamente todos los templos de la ciudad por orden de Antonio Nariño siendo estos usados para financiar la causa independentista, el Carmen no fue ajeno a estos sucesos y gran parte de sus ornamentos y halagas con valiosas piedras preciosas y oro se perdieron para siempre. 
Tras estos lamentables sucesos, todo continuo relativamente normal con  las carmelitas en clausura y administrando el Instituto Reformado de Santa Teresa que ya llevaba desde el siglo XVIII otorgando sus servicios educativos a los descendientes de la elite de la ciudad, no fue sino hasta el año de 1863 cuando se aprueba la ''Ley de Desamortización de Bienes de Manos Muertas'' de los Estados Unidos de Colombia y el presidente patojo general Tomás Cipriano de Mosquera dio su aprobación para que la mayoría de los patrimonios que custodiaba la iglesia sean expropiados, siendo Popayán una de las urbes más golpeadas por la situación al ser expulsadas todas las órdenes religiosas que aun permanecían, entre ellas las Carmelitas Descalzas que fueron exiliadas del país, su claustro pasó a manos del estado y la iglesia quedó bajo la protección de la Diócesis.
Las monjas finalmente encontraron cobijo en Ecuador bajo la presidencia de Gabriel García Moreno, estableciéndose en San Antonio de Ibarra donde construyeron un convento muy parecido al de Popayán, con una réplica más pequeña de la iglesia del Carmen aunque actualmente el complejo se haya abandonado. 

### Terremoto de 1983

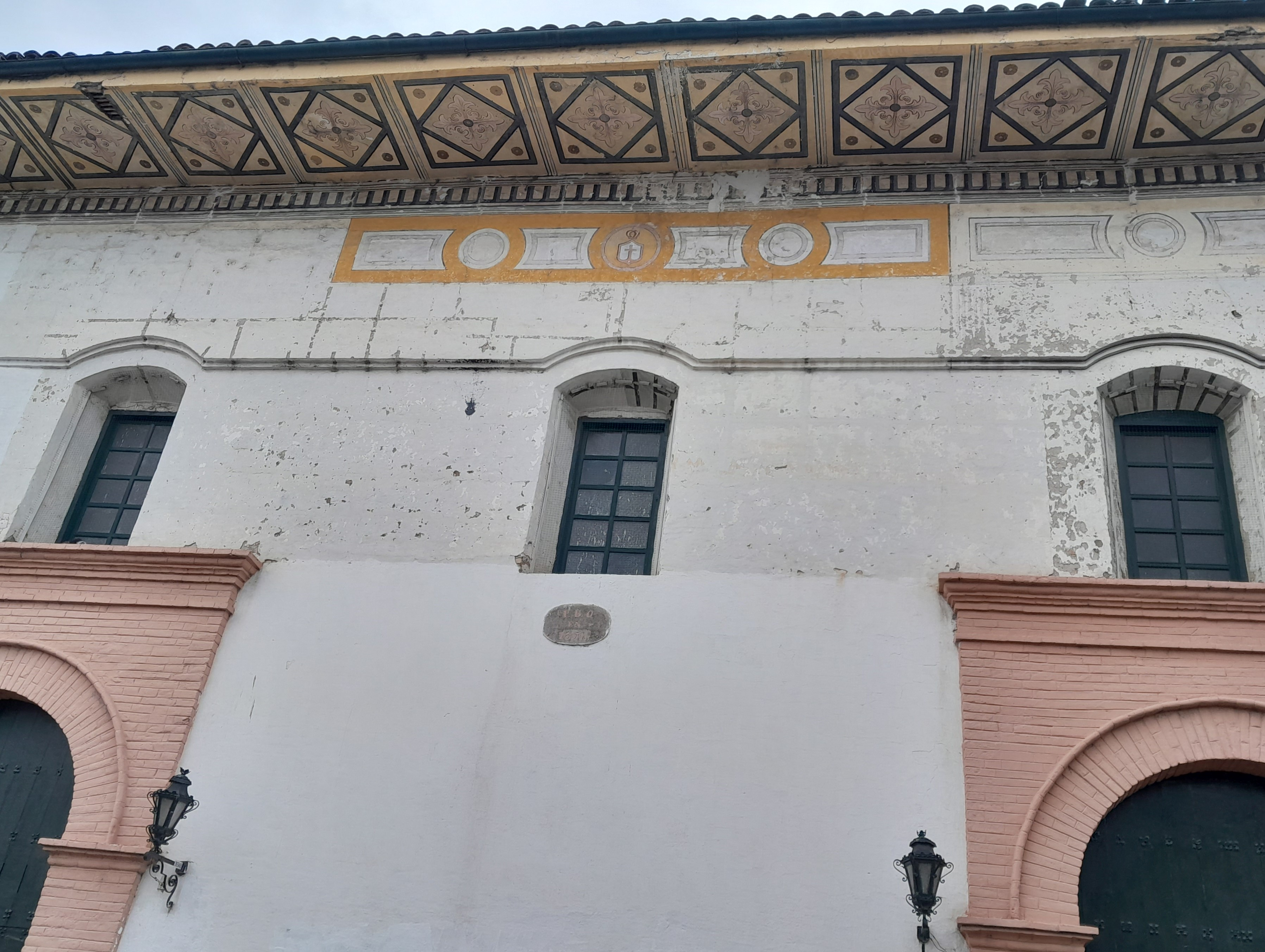
Pintura de la fachada sur, el medallón en el centro dicta

Tras quedar en manos diocesanas la iglesia fue poco a poco quedando relegada a un segundo plano, no obstante fue enriquecida con la llegada de un armonio y un órgano tubular, procedentes de Lyon, Francia, el cual era el segundo más importante de la ciudad por detrás del de la Catedral, pero después de 1983 quedó como la única muestra excepcional de este tipo de instrumento, datado a fines del siglo XIX. 
Punto de inflexión para el templo fue el 31 de marzo de 1983 cuando un devastador terremoto averió el tejado, agrietó las paredes, afectó al coro y daño los vestigios de paredes murales, comprometiendo a su vez los retablos; inmediatamente se pusieron bajo la custodia en la bóveda del Banco de la República todos los objetos valiosos que aun conservaba el templo y se sometió la iglesia a un arduo proceso de restauración encabezado por la Universidad del Cauca y financiación del Banco Interamericano de Desarrollo, que duró hasta bien entrado el siglo XXI, regresando a la vida el esplendor de su estilo barroco neogranadino y permitiendo estudiar las hermosas muestras de imaginería haciéndose un amplio inventario de catálogo para asegurar su preservación para las generaciones futuras.
Posteriormente la iglesia junto con todo su rico mobiliario y colección de bienes serían declarados como Monumento Nacional de Colombia conforme al Decreto 2248 11-xii-1996.

## Cofradías
Una tradición traída desde España, las cofradías coloniales surgieron por la necesidad de los fieles de agruparse en organizaciones en torno a una advocación de su devoción con el fin de promover su veneración, preservar su imagen tutelar y realizar las correspondientes fiestas patronales.
En el templo de El Carmen desde sus etapas más primitivas, fueron fundándose juntas que tuvieron como sede este templo, al mismo tiempo que nuevas devociones llegaban al recinto. Siendo una de las iglesias del centro histórico que más tuvo junto a la Encarnación y la Catedral.
Se tiene constancia de las siguientes cofradías:
- Cofradía de Nuestra Señora del Carmen. (Patrona y Advocación principal de la Iglesia)
- Cofradía del Amo Sacramentado. (Corpus Christi)
- Cofradía de San Juan Bautista.
- Cofradía de San Joaquín.
- Cofradía de Santa Ana.

Lastimosamente casi la totalidad de las cofradías que algún día contaron con su sede en la iglesia en la actualidad ya no existen más, debido a diversos factores como la independencia, la expulsión de las carmelitas descalzas de la Colombia o las guerras civiles que conllevaron la emigración de las familias ricas e influyentes.

## Retablos

### Altar Mayor

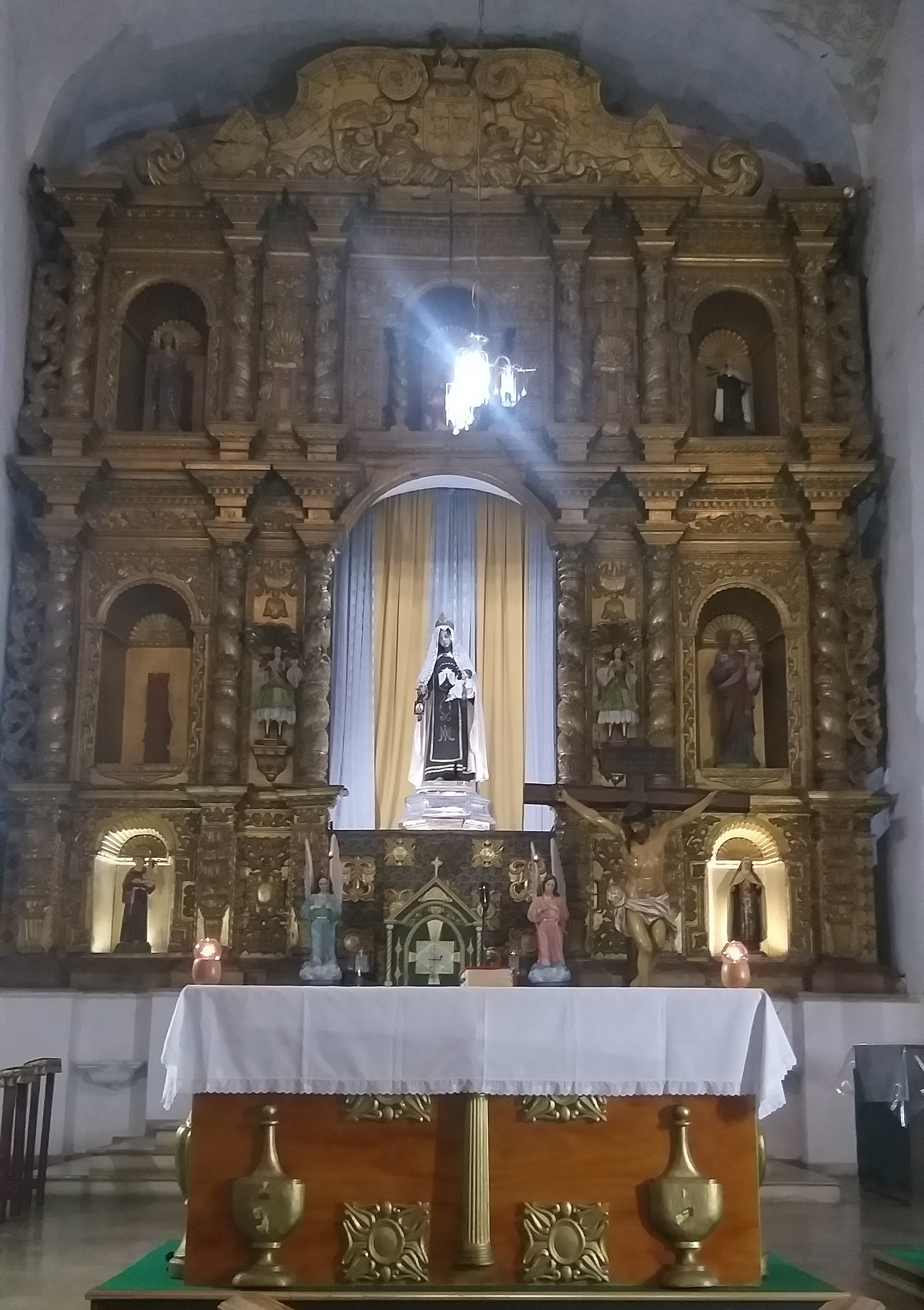
Monumental retablo barroco dedicado a la Virgen del Carmen

Sin duda la joya más hermosa que posee el templo ubicada en la pared oriental al fondo del presbiterio, este impresionante altar es una de las obras maestras de la Escuela Payanesa de arte y refleja el naciente Estilo Popayán que surgió después de 1736. con un deslumbrante barroco dorado imponiéndose en todo su esplendor, destacando en primer lugar, la parte central que se constituye como un gran arco de medio punto que permite visualizar el camarín principal, aquí se le rinde culto a la patrona de la iglesia y de la expulsada orden carmelita Nuestra Señora del Carmen, la cual esta flanqueada por dos ángeles de influencia quiteña con vestidos verdes, a la derecha del primero se halla el Sagrado Corazón de Jesús y por debajo está San Antonio de Padua, mientras que a la izquierda del segundo se encuentra San José de Nazaret y bajo este, está Santa Teresa de Jesús, traída desde Ávila, España
Por otro lado, en la parte superior del retablo se ubica de derecha a izquierda, San Juan Evangelista, la Santísima Trinidad y por último San Juan de la Cruz (imagen española), estando separados por dos columnas salomónicas a cada extremo, mientras que sobre el arquitrabe se levanta imponente un bello frontón barroco que en el centro esta tallado el Escudo de la Orden de los Carmelitas Descalzos (OCD) en madera dorada, delante de todo este conjunto se alza el antiguo altar donde el sacerdote celebraba la misa en su forma de Liturgia Tridentina hasta los cambios promulgado tras el Concilio Ecuménico Vaticano II en 1965, teniéndose que erigir una nueva mesa del banquete, que en su cara occidental muestra lo que parecen ser dos vinajeras donde se guarda el Vino y el Agua para la eucaristía, ambas divididas por un pilar de fuste estriado.
Al lado izquierda del trono del sacerdote, se instaló desde el año 2022 la hermosa imagen del Santo Cristo de las Lágrimas que es una talla de la Escuela Payanesa del siglo XXI y que esta bajo la cabeza de Francisco Raúl Perugache, quien esculpió este crucifijo a imagen y semejanza del ''Cristo de los Cálices'' obra de Juan Martínez Montañés custodiado en la Catedral de Sevilla en España.

### Altares laterales del costado norte

#### Altar de San Cayetano de Thiene

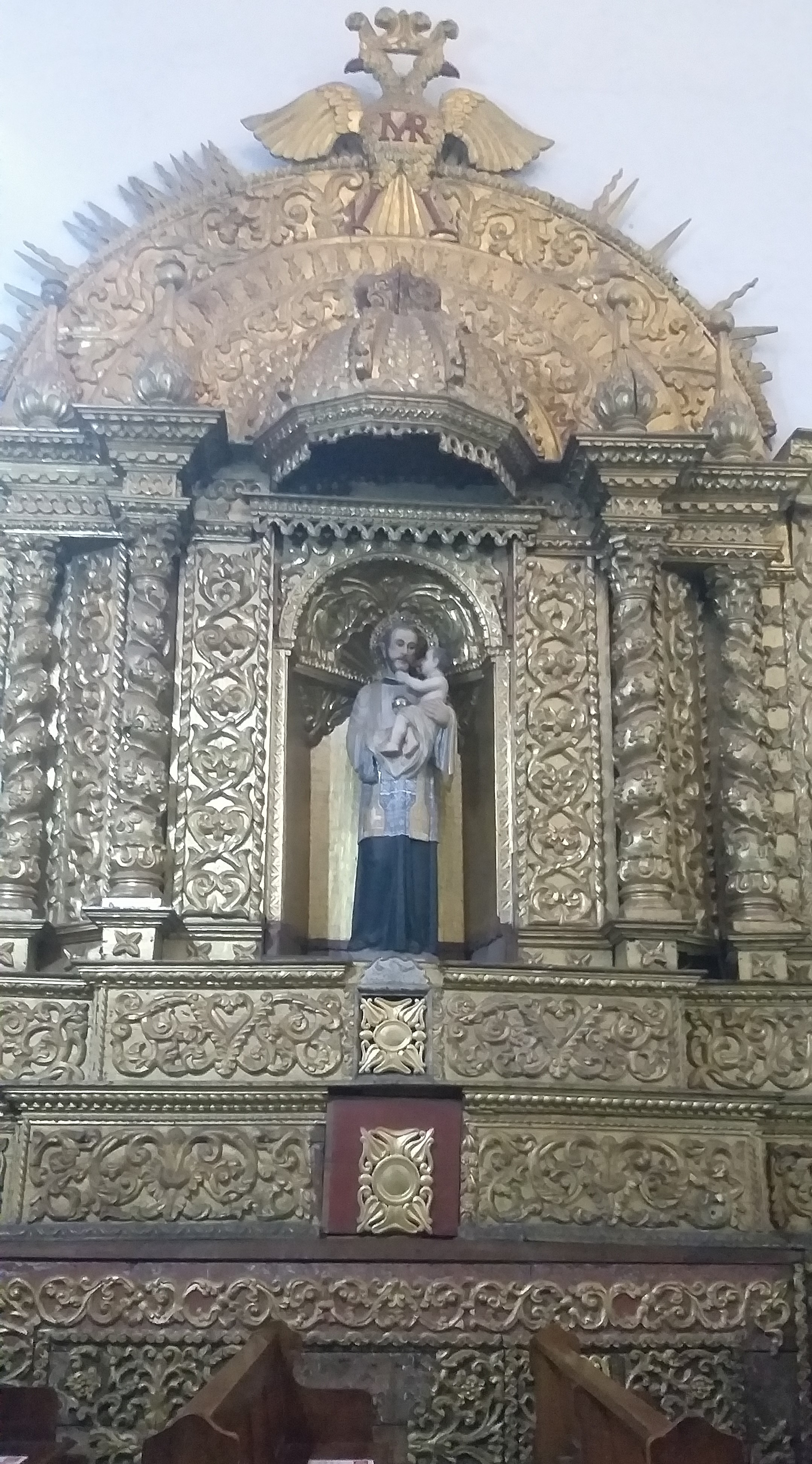
Fastuoso altar barroco de San Cayetano

Siendo el primero ubicado de derecha a izquierda sobre la pared norte, es una impresionante joya barroca del siglo XVIII, destacando tanto por la exuberancia de su decoración como por el deslumbrante dorado con el que esta bañado, consta de un altar sobresaliente en la parte inferior que servía en el pasado para dar misa bajo el rito tradicional en honor a la advocación a la que estaba dedicada el retablo, siendo estas liturgias más privadas y para grupos más reducidos de personas que usualmente eran miembros pertenecientes a la Cofradía encargada del culto y veneración a su santo patrón.
En el cuerpo intermedio central está el sagrario, cuya puerta es un medallón enmarcado por madera carmesí, por encima de esta se ubica la imagen de San Cayetano de Thiene, santo italiano del siglo XV conocido como el Patrón del pan y del trabajo, cuya devoción se amplió mucho desde el siglo XIX, tiempo en el cual se suele situar la datación de la talla que hoy reposa en el retablo. Flanqueando al sacerdote con el niño Jesús en brazos hay un par de columnas salomónicas a cada uno de sus lados con sus fustes enroscados, todo esto sustenta un arquitrabe sobresaliendo en el centro la bella semi cúpula rematada por una corona imperial, sobre la que se extienden 4 semicírculos concéntricos con diferente decoración en ellos con rayos de fulgor brotando del último como símbolo de la luz de gloria de Dios.
Y como último pero no menos importante, se ubica coronando todo el retablo el gran símbolo que es el águila bicéfala con las letras MR en su pecho, una heráldica que en su momento llegó a ser emblema insigne de la dinastía de los Austrias que llegó a regir en la Monarquía Hispánica desde el ascenso del Emperador Carlos I de España y V del Sacro Imperio Romano Germánico en 1516, hasta la muerte de Carlos II de España ''El Hechizado'' en 1700, curiosamente construyéndose este altar alrededor de 40 años después de la extinción de la casa.

#### Altar de San Joaquín

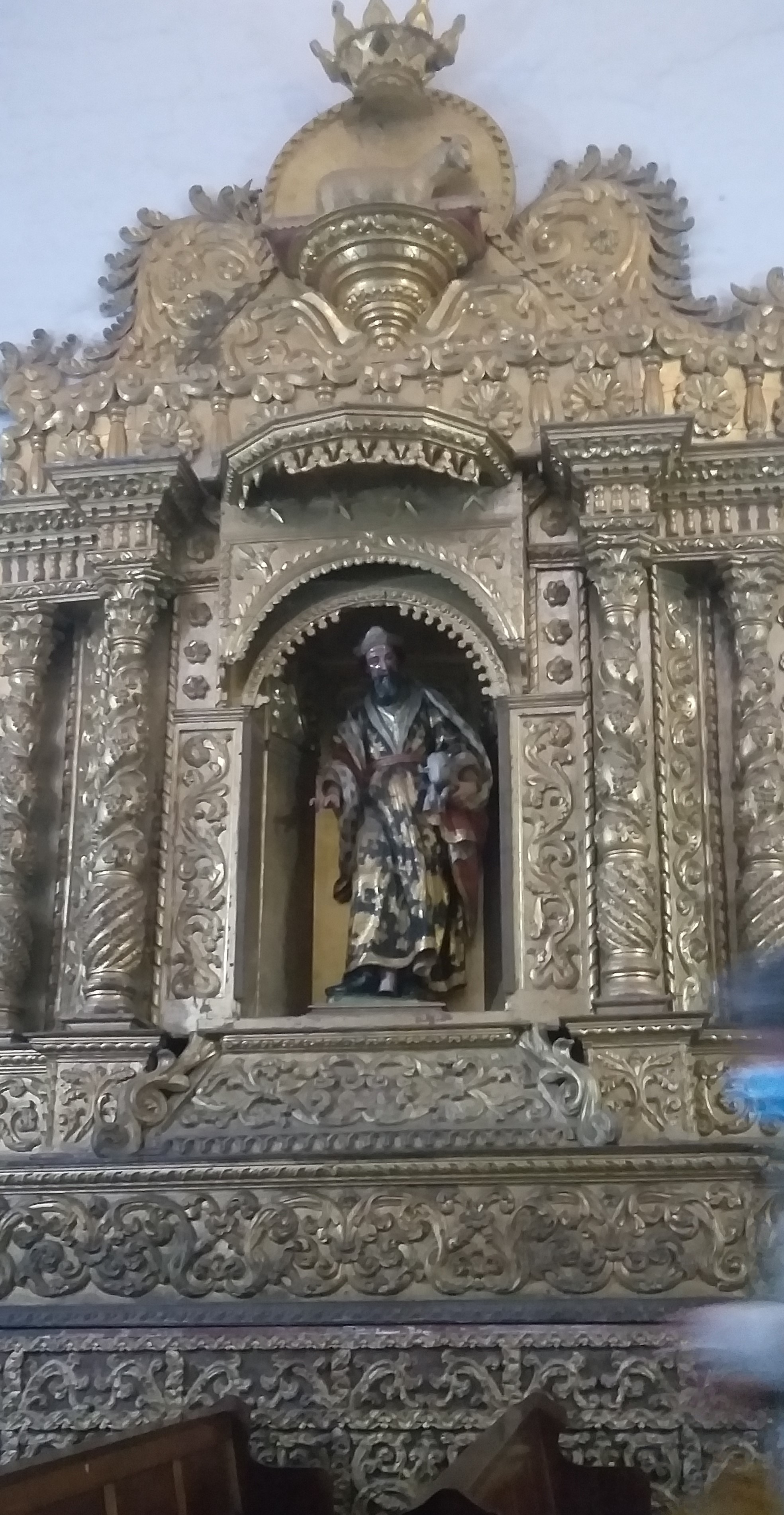
El padre de la Santísima Virgen María en su retablo

Segundo en su posición de derecha a izquierda en los retablos ubicados sobre el costado norte, es una impresionante muestra del tallado payanés del siglo XVIII, su parte inferior se divide en tres cuerpos rectangulares sobresalientes en forma de escalones que a su vez cumplían con la función en el pasado de ser el altar para celebrar la eucaristía particular al santo o advocación a que estuviese dedicado el recinto en la forma de la misa tridentina, en este caso aquí se le rinde culto a San Joaquín quien según varios textos antiguos tanto canónicos (pero sin ser mencionado en la Biblia) como apócrifos y la tradición de la Leyenda Dorada fue padre de la Santísima Virgen María, teniéndola a una edad sumamente mayor por lo que su nacimiento fue prácticamente un milagro que previamente fue concedido por Dios al realizar un sacrificio de un cordero (razón por la que lleva uno en su mano izquierda).
La talla se pensaba que era de la Escuela Quiteña de arte del siglo XVIII por las aseveraciones del padre Bruno, sin embargo, en un reciente estudio se ha demostrado que la procedencia real de la escultura es de Sevilla, España, obra del maestro Pedro Duque Cornejo. La imagen está ricamente ornamentada en sus vestiduras con oro gracias a la técnica del estofado, cuenta además con una frondosa barba que recuerda su longevidad (ya que se cree que logró vivir más de los 100 años), cabe resaltar que esta imagen junto con la de su esposa Santa Ana cuentan con réplicas ubicadas en la Iglesia de Santo Domingo y de la Catedral de Nuestra Señora de la Asunción, la hornacina en la que se encuentra  el santo lleva forma de arco de medio punto polilobulado (también denominado como arco festoneado), flanqueándolo hay pares de columnas salomónicas doradas que soportan el arquitrabe y en el centro una plataforma sobre la que sobresale un triángulo representando a los tres componentes de la Santísima Trinidad y que en cuya parte superior descansa el Cordero de Dios del Apocalipsis coronado sobre el libro con los 7 sellos, mencionado en el Capítulo 5, Versículos del 1 al 7 del Libro de las Revelaciones.
Se destaca también la inscripción que trae este retablo la cual proclama en latín ''LUCERNA EIUS EST AGNUS'' la cual traducida al español dice ''SU LUZ ES EL CORDERO'' haciendo referencia al animal que corona el conjunto y que San Joaquín lleva consigo.

#### Altar de Santa Ana y la Niña María

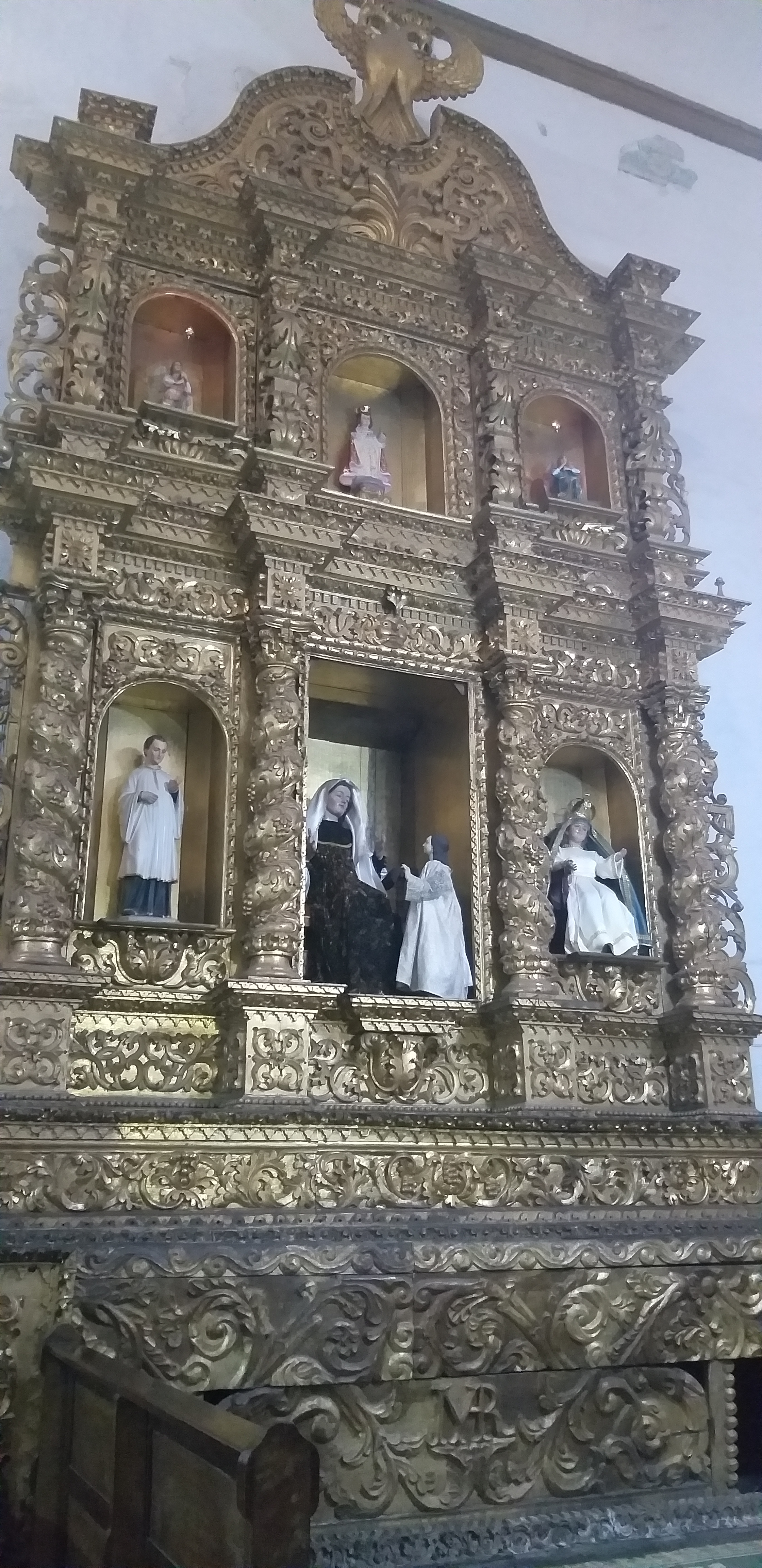
Majestuoso altar engalanado por Santa Ana y su hija María

El tercero y último de los retablos situados sobre la pared norte y contiguo al coro de la iglesia, es una majestuosa pieza que refleja el esplendor del estilo del barroco y del plateresco, siendo el segundo más grande del templo solo superado por el mayor del presbiterio, tiene la peculiaridad de tener dos niveles de nichos para la veneración de imágenes algo poco común en altares laterales en este tipo de iglesias. Su constitución se basa en un elaborado sotabanco que por desgracia las partes que forman su diseño de plantas entrelazadas está en desorden sin seguir el patrón original.
En su primer nivel, la hornacina central rectangular está dedicada a las patronas de todo el retablo, Santa Ana la cual está sentada en un trono en pleno ejercicio de impartir lecciones a su hija de pie al lado suyo, la Santísima Virgen María que se la retrata en su más tierna infancia no menos de 12 años de edad con vestimenta blanquecina y una corona de flores (que pude ser ocasional), ambas forman una tierna escena que demuestra una relación maternal. Las tallas suelen ser atribuidas a la influencia de la Escuela Quiteña del siglo XVIII, a la derecha del conjunto se ubica una imagen de la Niña María sentada en una sede y con una corona de oro, mientras que a la derecha se localiza la efigie de San Luis Gonzaga, santo italiano del siglo XVI perteneciente a la Orden de la Compañía de Jesús que es el santo protector de la Juventud, cada una de estas advocaciones están separadas por una columna salomónica que soportan el arquitrabe que a su vez dan paso al siguiente piso.
En el segundo nivel, el nicho de la mitad se sitúa la talla del Niño Jesús de Praga que es una advocación del siglo XVI, muy difundida por cuenta de la Orden Carmelita descalza, la misma que levantó y regentó esta iglesia hasta su expulsión definitiva en 1863, aunque curiosamente en el año de 1976 un grupo de religiosas retornaron desde San Antonio de Ibarra, Ecuador para refundar la misión en Popayán, trayendo consigo la devoción a esta imagen la cual hasta el día de hoy sigue siendo muy popular, celebrándolo el último domingo del mes de enero, a casa lado de Cristo está un ángel en adoración sosteniendo una antorcha o linterna. Coronando todo el retablo se ubica la emblemática Águila Bicéfala que fue el símbolo de la dinastía de los Habsburgo y Austria durante mucho tiempo.

### Altares laterales del costado sur

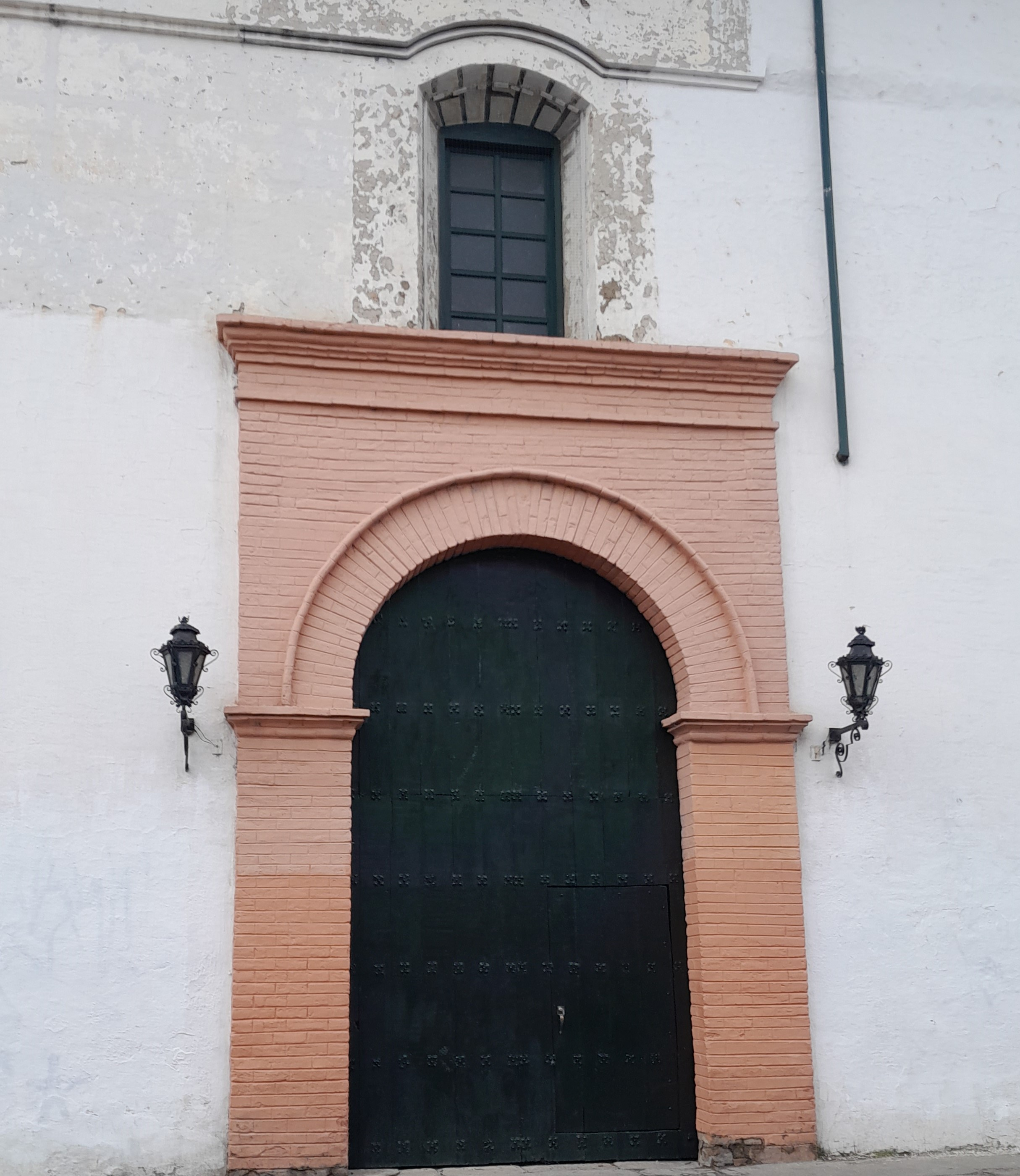
Portón mudéjar oriental que da hacia la Calle de Santo Domingo (Calle 4)

#### Altar de San Francisco de Asís

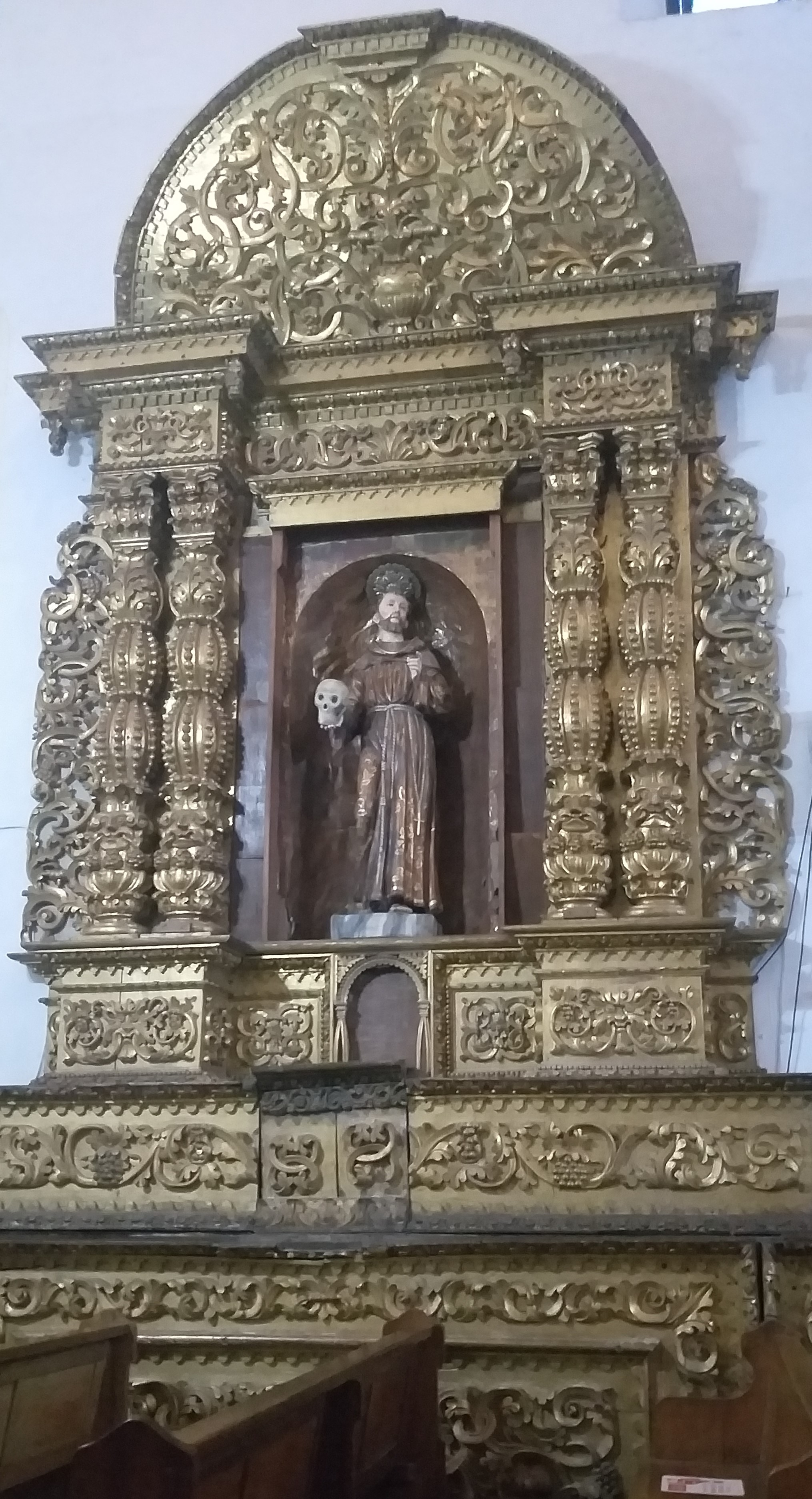
Fundador de los Franciscanos en su retablo.

Ubicado a la izquierda del portón de acceso oriental y del púlpito es el primero de los dos retablos emplazados sobre la pared sur de iglesia, tiene la peculiaridad de ser el hermano gemelo del altar dedicado a Santa Cecilia de Roma, solo destacando algunas diferencias entre ellos, pero omitiendo esto, su fisionomía es prácticamente idéntica, constando de un sotabanco para el cumplimiento de mesa de eucaristía, sobresaliendo enfrente un nicho para la función de sagrario sobre el cual se levanta imponente la imagen de San Francisco de Asís, santo italiano del siglo XIII el cual fundó la Orden de Frailes Menores (más conocidos como Franciscanos), aprobada por el papa Inocencio III en el año de 1203, con tal de ser mendicantes evangelizadores siguiendo el ejemplo de Nuestro Señor Jesucristo. La talla probablemente es de imaginaria de la Escuela Quiteña del siglo XVIII, es de acentuar su hábito que es una túnica café adornada con la técnica del estofado, dándole un característico color dorado, en la mano derecha sostiene un cráneo.
Flanqueando por ambos lados al santo, hay un par de columnas geminadas cuyo diseño es uno de lo más singulares que hay de entre los retablos del centro histórico, ya que su fuste de destaca por ser de tipo almohadillada o bulbosa siendo sus sobresalientes similares al tronco de un cactus que terminan en flor y sustenta el capitel corintio. 
El barroco arquitrabe sustenta un imponente frontón en forma de semicírculo o de cúpula que tiene un complejo entramado para el diseño de su decoración la cual brota de un jarrón en el centro como frondosas y entrelazadas ramas y hojas del árbol de Acanto, una planta bastante común alrededor de toda la cuenca del Mediterráneo y que desde tiempos de la antigüedad influyó en los motivos decorativos primero a la Grecia Clásica y posteriormente al Imperio Romano, que al desmembrarse y surgir la Europa Medieval se la siguió utilizando en la ornamentación en el Renacimiento y finalmente en el Barroco.

#### Altar de Santa Cecilia de Roma

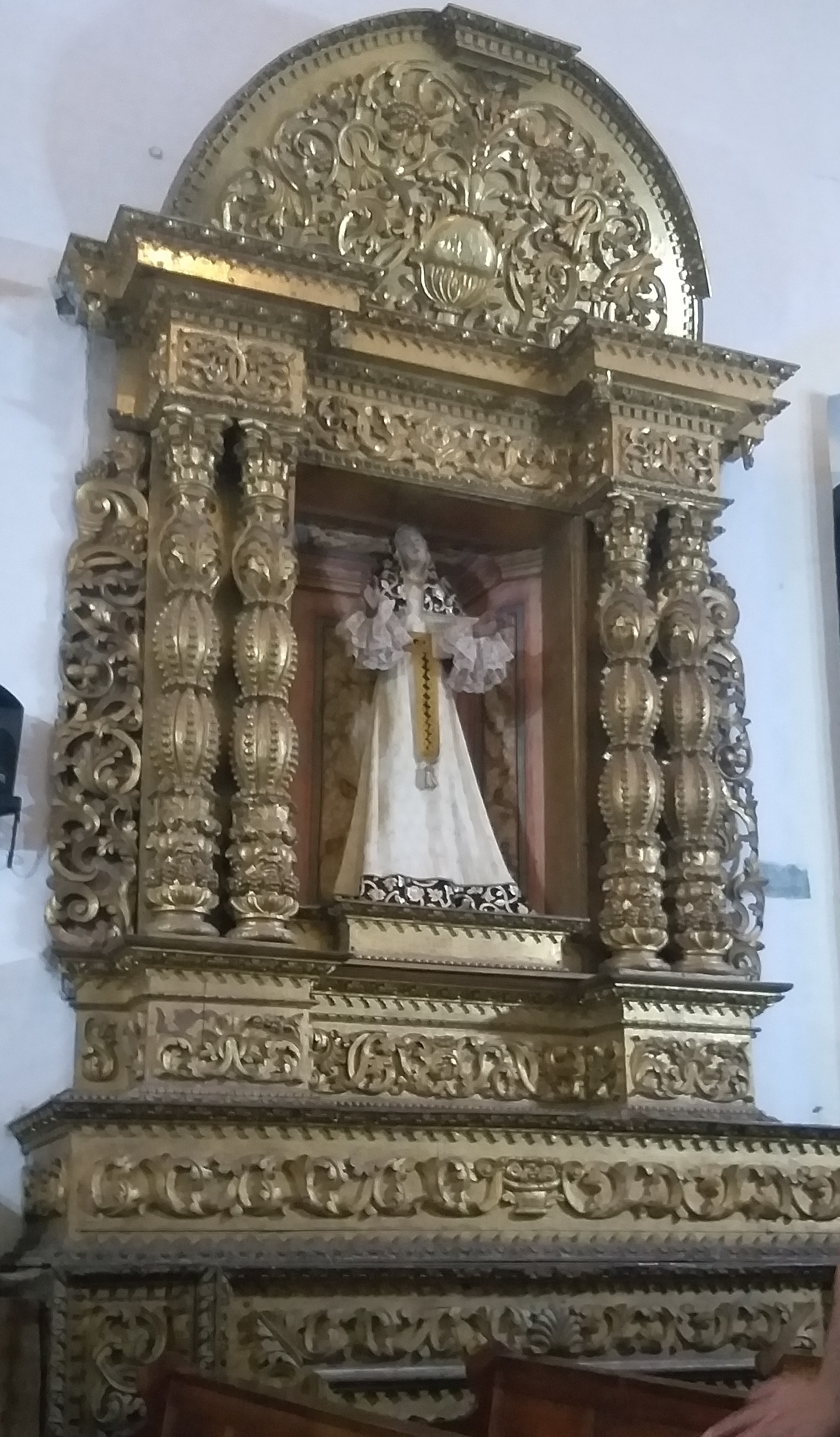
Altar en conmemoración a Santa Cecilia de Roma

Localizado a la derecha del portón de acceso occidental y del coro es el segundo de los dos retablos emplazados sobre la pared sur de iglesia, tiene la peculiaridad de ser el hermano gemelo del altar dedicado a San Francisco de Asís, solo destacando algunas diferencias entre ellos, pero omitiendo esto, su fisionomía es prácticamente idéntica, constando de un sotabanco para el cumplimiento de mesa de eucaristía, diferenciándose de su mellizo en varios detalles, uno de ellos es el carecer de un sagrario para la exposición de reliquias o del Santísimo Sacramento, otro de ellos, es la hornacina central que es en forma rectangular (en contraposición de la de al lado que es en forma de arco de medio punto). Estando este recinto dedicado a la veneración de Santa Cecilia de Roma, santa romana itálica del siglo III que murió martirizada durante las persecuciones imperiales, desde tiempos remotos a esta virtuosa mujer se le fue concedido el patronazgo sobre las artes musicales, representándola con algún instrumento (Ya sea con un órgano tubular, laúd, etc.) llegando a ser considerada por el siglo XVII como la personificación de la música.
La talla de Cecilia es de hechura quiteña del siglo XVIII, aunque curiosamente durante mucho tiempo (sin que se sepa desde cuando exactamente) se consideró a la imagen como la de un ángel, siendo vestido y adornado como tal; no fue sino hasta la amplia restauración ocurrida en 2008 sobre la iglesia y sus bienes, que los expertos descubrieron la verdadera advocación de la escultura recuperando sus rasgos originales.
 

Flanqueando por ambos lados a la santa, hay un par de columnas geminadas cuyo diseño es uno de lo más singulares que hay de entre los retablos del centro histórico, ya que su fuste de destaca por ser de tipo almohadillada o bulbosa siendo sus sobresalientes similares al tronco de un cactus que terminan en flor y sustenta el capitel corintio. El arquitrabe sustenta un imponente frontón en forma de semicírculo o de cúpula que tiene un complejo entramado para el diseño de su decoración la cual brota de un jarrón en el centro unas entrelazadas ramas y hojas del árbol de Acanto, planta europea muy usada en la ornamentación desde la antigüedad. 

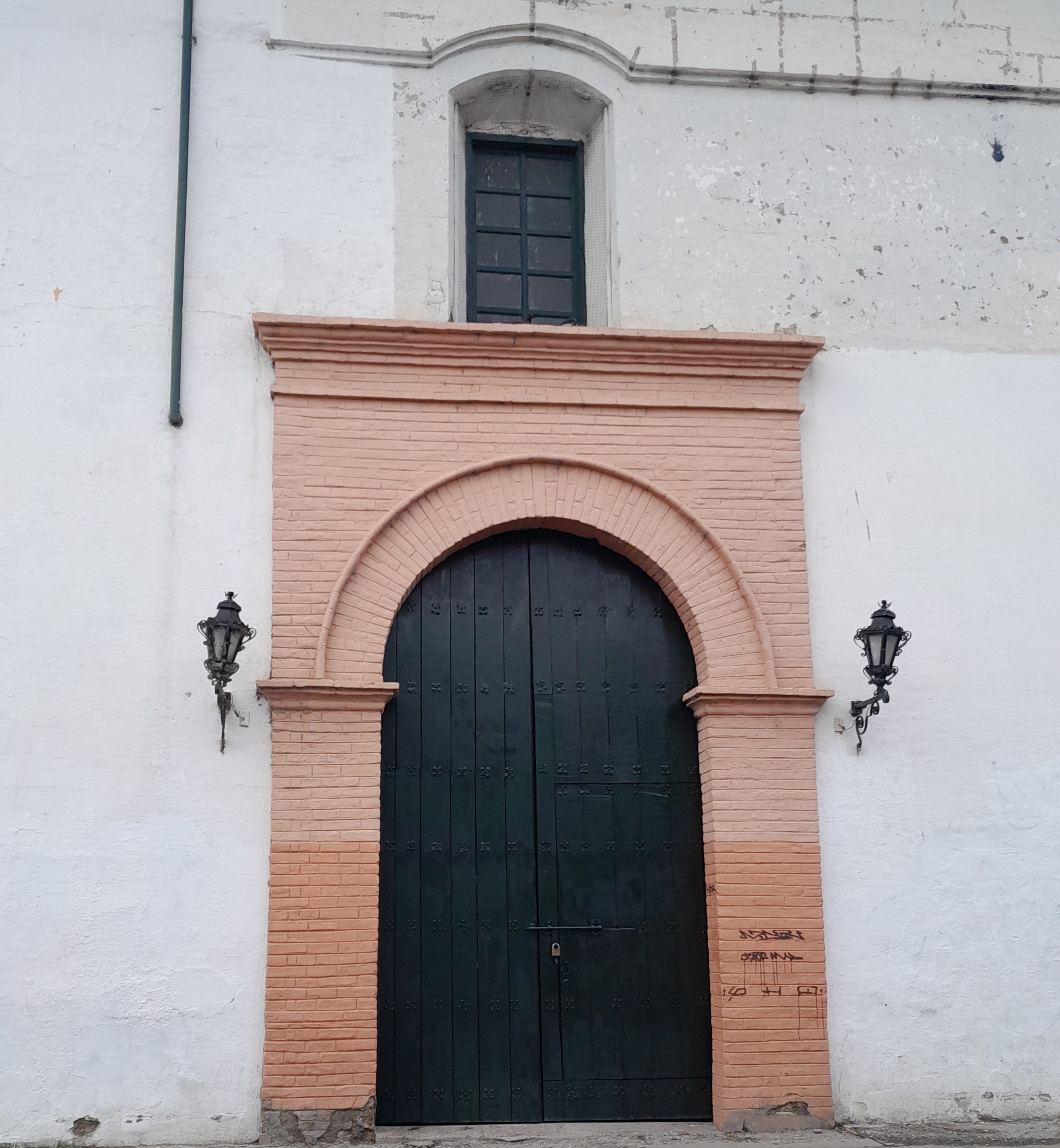
Portón mudéjar occidental que da hacia la Calle de Santo Domingo (Calle 4)

## Púlpito

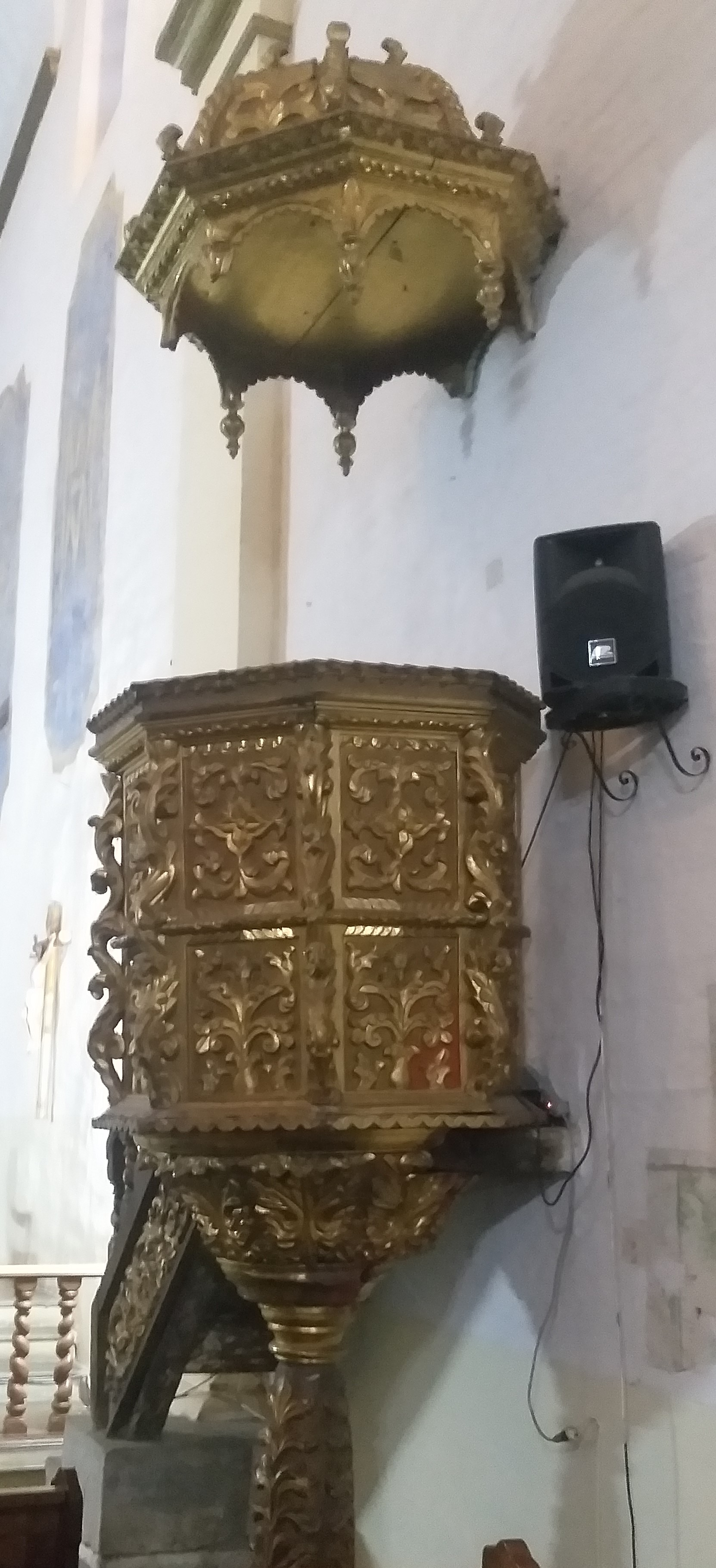
Púlpito en oro de la iglesia.

Este se ubica sobre la pared del costado sur de la iglesia, en el lado donde usualmente se emplazaría la colateral de la epístola, justo en frente del gran arco toral que separa al única nave del templo del presbiterio, además de estar a la derecha del portón oriental de acceso.
La constitución del púlpito es la normalmente usada, componiéndose de:
- Una escalera de acceso con su respectiva baranda barroca que inicia al pie del arco toral.
- Un pedestal con base en cantera de piedra sobre el que se levanta una columna en forma estípite con motivos vegetales.
- El flamero o cazola que se sustenta sobre el pedestal y se constituye como varias hojas de acanto doradas que brotan del capitel.
- Una tribuna en forma octogonal, cuyas caras están decoradas con planchas rectangulares con decoración de plantas bañadas en hoja de pan de oro.
- El tornavoz se ubica colgando sobre la tribuna, sustentada solo por la pared, es de forma octogonal poseyendo cada lado un arco de medio punto finalizado en esferas con la flor de lis de oro (faltando 4 en la actualidad), culminando todo con una cúpula con 8 nervios que parten de cada uno de los vértices hasta la cúspide que tiene una forma similar a una corona.

Este púlpito se destaca por ser casi en su totalidad bañado con oro y por ser parte del valioso patrimonio de inmuebles que son consideradas como muestras excepcionales de la maestría de la elaboración de retablos y púlpitos que tuvo la Escuela Payanesa a fines del siglo XVIII, sobre todo después del terremoto de 1736 y el surgimiento de un nuevo estilo de arte, conocido como el ''Estilo Popayán'' que fue usado tanto para las construcciones civiles como eclesiásticas. 

## Semana Santa
Ubicándose dentro del tramo tradicional de las procesiones en forma de cruz griega tau, la iglesia del Carmen albergó desde la colonia hasta la década de los 90, la procesión en la que partía de este claustro la Virgen María para el tradicional encuentro con Jesucristo Resucitado durante el Domingo de Resurrección, posteriormente fue usada para resguardar pasos de otros días santos, los cuales no caben en sus respectivos templos debido a poca capacidad, no siempre siendo los mismos cada, sino que varía dependiendo el año, de entre los que llegaron a ser guardados aquí fue:
- El traslado de Cristo al sepulcro: Perteneciente al Viernes Santo. (El Señor imagen de (Ibarra, Ecuador) inspirado en el Cristo de la caridad de la Hermandad de Santa Marta (Sevilla) Siglo XXI, José de Arimatea y Nicodemo imágenes del siglo XVII de origen quiteño) (Actualmente es armado en la Iglesia de la Encarnación)

Sin embargo, desde el año 2022 se fueron guardado en el templo uno que otro paso para la procesión del Lunes Santo, pero no fue sino hasta marzo de 2023, cuando el Arzobispo de Popayán monseñor Omar Alberto Sánchez Cubillos autorizó formalmente que la Iglesia del Carmen sea la sede para este día santo a partir de abril de 2023, pasando a ser un recinto oficial en las celebraciones de Semana Santa que son Patrimonio Inmaterial de la Humanidad reconocida por la Unesco, algunos de los pasos armados y resguardados aquí son: 
- La Institución de la Eucaristía. (Imagen española. Siglo XVIII)
- Amo Jesús de Yanaconas. (Escultura quiteña. Siglo XVIII)
- La Cruz a Cuestas. (Imagen del Nazareno por Jorge Eliécer Portilla. Siglo XX. Inspirado en la imagen de Jesús Nazareno de la Hermandad del Silencio (Sevilla))
- Cristo en Agonía. (Imagen payanesa por Francisco Javier Perugache. Siglo XXI. Inspirado en Cristo de marfil)

- Cristo de las Lágrimas. (Imagen payanesa por Francisco Javier Perugache. Siglo XXI. Inspirado en el Cristo de los Cálices de la catedral de Sevilla, España). (Desde 2022 se resguarda en El Carmen)
- Nuestra Señora de los Dolores. (Imagen de la Virgen de origen Quiteño. Finales del siglo XVIII. Ángeles, circulo de Bernardo de Legarda. Quito Siglo XVIII)